# Lucien Aimar
Lucien Aimar (28 de abril de 1941, Hyères) é um ciclista francês. Competiu nos Jogos Olímpicos de Verão de 1964.
Foi o vencedor do Tour de France em 1966 .

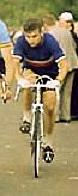
Lucien Aimar.